# Aachener Turn- und Sportverein Alemannia 1900 1977-1978
Questa voce raccoglie le informazioni riguardanti l'Aachener Turn- und Sportverein Alemannia 1900 nelle competizioni ufficiali della stagione 1977-1978.

## Stagione
Nella stagione 1977-1978 l'Alemannia, allenato da Gerhard Prokop e Willi Haag, concluse il campionato di 2. Bundesliga al 14º posto. In Coppa di Germania l'Alemannia fu eliminato al secondo turno dal Hildesheim.

## Rosa
| N. |                     | Ruolo | Calciatore         |
| -- | ------------------- | ----- | ------------------ |
|    | Germania (bandiera) | P     | Ulrich Gelhard     |
|    | Germania (bandiera) | P     | Johannes Kau       |
|    | Germania (bandiera) | D     | Josef Bläser       |
|    | Germania (bandiera) | D     | Manfred Jansen     |
|    | Spagna (bandiera)   | D     | Jo Montanes        |
|    | Germania (bandiera) | D     | Werner Malischke   |
|    | Germania (bandiera) | D     | Willi Reuter       |
|    | Germania (bandiera) | D     | Peter Stollwerk    |
|    | Germania (bandiera) | C     | Helmut Balke       |
|    | Germania (bandiera) | C     | Franz-Josef Breuer |
|    | Germania (bandiera) | C     | Werner Brodermanns |
|    | Germania (bandiera) | C     | Wolfgang Glock     |

| N. |                     | Ruolo | Calciatore         |
| -- | ------------------- | ----- | ------------------ |
|    | Germania (bandiera) | C     | Karl-Heinz Haymann |
|    | Germania (bandiera) | C     | Heiko Mertes       |
|    | Germania (bandiera) | C     | Heinz Otten        |
|    | Germania (bandiera) | C     | Stefan Rausch      |
|    | Germania (bandiera) | C     | Michael Schleiden  |
|    | Germania (bandiera) | C     | Helmut Schütt      |
|    | Germania (bandiera) | C     | Holger Zippel      |
|    | Germania (bandiera) | A     | Klaus-Dieter Bone  |
|    | Germania (bandiera) | A     | Rolf Kucharski     |
|    | Germania (bandiera) | A     | Hans Schefczyk     |
|    | Germania (bandiera) | A     | Christian van Dyk  |

## Organigramma societario
Area tecnica
- Allenatore: Willi Haag
- Allenatore in seconda:
- Preparatore dei portieri:
- Preparatori atletici:

## Calciomercato

### Sessione estiva
| Acquisti | Acquisti           | Acquisti         | Acquisti |
| R.       | Nome               | da               | Modalità |
| -------- | ------------------ | ---------------- | -------- |
| C        | Helmut Balke       | Bonner           |          |
| A        | Klaus-Dieter Bone  | Fortuna Colonia  |          |
| C        | Karl-Heinz Haymann | Union Solingen   |          |
| C        | Heinz Otten        | TuS Langerwehe   |          |
| A        | Hans Schefczyk     | Siegburger SV 04 |          |
| A        | Christian van Dyk  | Verviétois       |          |

| Cessioni | Cessioni         | Cessioni        | Cessioni |
| R.       | Nome             | a               | Modalità |
| -------- | ---------------- | --------------- | -------- |
| C        | Antoine Fagot    | Wuppertal       |          |
| A        | Dieter Baumanns  | Eupen           |          |
| A        | Heinz-Josef Kehr | TeBe Berlino    |          |
| C        | Erwin Palm       | SG GFC Düren 99 |          |

### Sessione invernale
| Acquisti | Acquisti | Acquisti | Acquisti |
| R.       | Nome     | da       | Modalità |
| -------- | -------- | -------- | -------- |

| Cessioni | Cessioni | Cessioni | Cessioni |
| R.       | Nome     | a        | Modalità |
| -------- | -------- | -------- | -------- |

## Risultati

### 2. Bundesliga

#### Girone di andata
| Arbitro: | Halfter |

|                          |           |                          |
| Fagot 8’ Mertes 21’, 80’ | Marcatori | 16’ Greif 41’ Mühlenberg |

| Arbitro: | Wahmann |

|                        |           |                         |
| Kehr 4’ Berkemeier 89’ | Marcatori | 16’ Montanes 21’ Breuer |

| Arbitro: | Uhlig |

|                                   |           |                                 |
| Breuer 26’, 88’ (rig.) Mertes 32’ | Marcatori | 36’ Krüger 57’ Plücken 67’ Lehr |

| Arbitro: | Leyding |

|                     |           |           |
| Petković 85’ (rig.) | Marcatori | 76’ Glock |

| Arbitro: | Schütte |

|            |           |              |
| Breuer 90’ | Marcatori | 11’ Wehmeyer |

| Essen 3 settembre 1977 6ª giornata | Schwarz-Weiß Essen | 0 – 0 referto | Alemannia Aquisgrana | Grugastadion (1 000 spett.)\| Arbitro: \| Teichert \| |
| Arbitro:                           | Teichert           |               |                      |                                                       |

| Arbitro: | Pauly |

|                      |           |              |
| Kuczinski 35’ (aut.) | Marcatori | 75’ Etterich |

| Arbitro: | Wuttke |

|                         |           |  |
| Wolf 24’ Eilenfeldt 33’ | Marcatori |  |

| Arbitro: | Schön |

|  |           |            |
|  | Marcatori | 74’ Hammes |

| Arbitro: | Möller |

|                             |           |  |
| Pröpper 16’ Lausen 22’, 63’ | Marcatori |  |

| Arbitro: | Heymann |

|                                          |           |  |
| Bone 31’ Breuer 63’ (rig.) Kucharski 73’ | Marcatori |  |

| Arbitro: | Filipiak |

|                           |           |          |
| Rogoznica 88’ Kaemmer 90’ | Marcatori | 75’ Bone |

| Arbitro: | Risse |

|          |           |  |
| Bone 47’ | Marcatori |  |

| Arbitro: | Gathmann |

|                             |           |                         |
| Reiners 16’ Clute-Simon 50’ | Marcatori | 5’ Mertes 60’ Kucharski |

| Arbitro: | Wichmann |

|           |           |  |
| Glock 87’ | Marcatori |  |

| Arbitro: | Glasneck |

|                                 |           |            |
| Hrubesch 63’ Mill 68’ Ehmke 79’ | Marcatori | 88’ Schütt |

| Arbitro: | Broska |

|                                   |           |  |
| Kucharski 34’ Bone 78’ Mertes 89’ | Marcatori |  |

| Arbitro: | Kornrumpf |

|                                             |           |                    |
| Mattsson 12’, 40’, 53’ Götz 37’ Raschid 87’ | Marcatori | 5’ Bone 68’ Mertes |

| Arbitro: | Uhlig |

|                                             |           |                                     |
| van Dyk 29’ Bone 53’, 63’, 90’ Montanes 78’ | Marcatori | 9’ Dzieciol 66’ Pallaks 84’ Bittner |

#### Girone di ritorno
| Arbitro: | Schütte |

|              |           |          |
| Nordmann 55’ | Marcatori | 50’ Bone |

| Arbitro: | Uhlig |

|                   |           |                                      |
| Reuter 59’ (rig.) | Marcatori | 12’, 84’ Heidenreich 17’, 90’ Stradt |

| Arbitro: | Bartnick |

|                                      |           |  |
| Lenz 6’ Höfer 27’ (rig.) Plücken 65’ | Marcatori |  |

| Aquisgrana 29 gennaio 1978 23ª giornata | Alemannia Aquisgrana | 0 – 0 referto | Preußen Münster | Stadio Tivoli (5 000 spett.)\| Arbitro: \| Wuttke \| |
| Arbitro:                                | Wuttke               |               |                 |                                                      |

| Arbitro: | Milkert |

|                   |           |               |
| Wunder 42’ (rig.) | Marcatori | 86’ Kucharski |

| Arbitro: | Schmidt |

|                                                      |           |               |
| Breuer 10’ (rig.) Glock 36’ Kucharski 42’ Mertes 63’ | Marcatori | 28’ Klausmann |

| Arbitro: | Niemann |

|  |           |          |
|  | Marcatori | 72’ Bone |

| Arbitro: | Ahlenfelder |

|                   |           |                             |
| Breuer 41’ (rig.) | Marcatori | 9’ Eilenfeldt 73’ Sackewitz |

| Arbitro: | Richter |

|                                 |           |  |
| Schmitt 2’ Zimmer 22’ Bruns 84’ | Marcatori |  |

| Arbitro: | Kespohl |

|            |           |  |
| Jansen 43’ | Marcatori |  |

| Arbitro: | Barnick |

|           |           |          |
| Graul 32’ | Marcatori | 72’ Bone |

| Arbitro: | Burgers |

|  |           |            |
|  | Marcatori | 65’ Freund |

| Arbitro: | Reichmann |

|  |           |            |
|  | Marcatori | 58’ Mertes |

| Arbitro: | Hennig |

|                                  |           |                                             |
| Mertes 56’ Schütt 64’ Breuer 66’ | Marcatori | 11’, 85’ Reiners 45’ Clute-Simon 53’ Rieske |

| Arbitro: | Osmers |

|                                                   |           |                                             |
| Mertes 9’ (aut.) Bebensee 52’ Behrends 70’ (rig.) | Marcatori | 47’ Haymann 80’ (rig.) Breuer 81’ Kucharski |

| Arbitro: | Marchefka |

|  |           |              |
|  | Marcatori | 25’ Hrubesch |

| Arbitro: | Schön |

|                                   |           |  |
| Buhsfeld 82’ Müller 88’ Runge 89’ | Marcatori |  |

| Arbitro: | Reichmann |

|                              |           |                           |
| Breuer 7’ Bone 34’ Glock 83’ | Marcatori | 49’ Wloka 63’, 80’ Funkel |

| Herford 27 maggio 1978 38ª giornata | Herford | 0 – 0 referto | Alemannia Aquisgrana | Ludwig-Jahn-Stadion (8 000 spett.)\| Arbitro: \| Eggers \| |
| Arbitro:                            | Eggers  |               |                      |                                                            |

### Coppa di Germania
| Arbitro: | Horstmann |

|                    |           |                                            |
| Grawunder 18’, 74’ | Marcatori | 47’ Mertes 51’ Schefczyk 68’ (rig.) Breuer |

| Arbitro: | Möller |

|                             |           |  |
| Schnarr 57’ Kotzur 67’, 81’ | Marcatori |  |

## Statistiche

### Statistiche di squadra
| Competizione      | Punti | In casa | In casa | In casa | In casa | In casa | In casa | In trasferta | In trasferta | In trasferta | In trasferta | In trasferta | In trasferta | Totale | Totale | Totale | Totale | Totale | Totale | DR  |
| Competizione      | Punti | G       | V       | N       | P       | Gf      | Gs      | G            | V            | N            | P            | Gf           | Gs           | G      | V      | N      | P      | Gf     | Gs     | DR  |
| ----------------- | ----- | ------- | ------- | ------- | ------- | ------- | ------- | ------------ | ------------ | ------------ | ------------ | ------------ | ------------ | ------ | ------ | ------ | ------ | ------ | ------ | --- |
| 2. Bundesliga     | 34    | 19      | 8       | 5       | 6       | 34      | 27      | 19           | 2            | 9            | 8            | 17           | 35           | 38     | 10     | 14     | 14     | 51     | 62     | -11 |
| Coppa di Germania | -     | 0       | 0       | 0       | 0       | 0       | 0       | 2            | 1            | 0            | 1            | 3            | 5            | 2      | 1      | 0      | 1      | 3      | 5      | -2  |
| Totale            | 34    | 19      | 8       | 5       | 6       | 34      | 27      | 21           | 3            | 9            | 9            | 20           | 40           | 40     | 11     | 14     | 15     | 54     | 67     | -13 |

### Andamento in campionato
| Giornata  | 1 | 2 | 3 | 4 | 5 | 6  | 7 | 8  | 9  | 10 | 11 | 12 | 13 | 14 | 15 | 16 | 17 | 18 | 19 | 20 | 21 | 22 | 23 | 24 | 25 | 26 | 27 | 28 | 29 | 30 | 31 | 32 | 33 | 34 | 35 | 36 | 37 | 38 |
| --------- | - | - | - | - | - | -- | - | -- | -- | -- | -- | -- | -- | -- | -- | -- | -- | -- | -- | -- | -- | -- | -- | -- | -- | -- | -- | -- | -- | -- | -- | -- | -- | -- | -- | -- | -- | -- |
| Luogo     | C | T | C | T | C | T  | C | T  | C  | T  | C  | T  | C  | T  | C  | T  | C  | T  | C  | T  | C  | T  | C  | T  | C  | T  | C  | T  | C  | T  | C  | T  | C  | T  | C  | T  | C  | T  |
| Risultato | V | N | N | N | N | N  | N | P  | P  | P  | V  | P  | V  | N  | V  | P  | V  | P  | V  | N  | P  | P  | N  | N  | V  | V  | P  | P  | V  | N  | P  | V  | P  | N  | P  | P  | N  | N  |
| Posizione | 3 | 4 | 7 | 7 | 8 | 10 | 8 | 11 | 14 | 15 | 13 | 15 | 12 | 11 | 11 | 12 | 10 | 11 | 11 | 11 | 13 | 13 | 14 | 13 | 13 | 12 | 12 | 13 | 10 | 11 | 13 | 12 | 13 | 11 | 14 | 16 | 14 | 14 |

Legenda:

Luogo: C = Casa; T = Trasferta. Risultato: V = Vittoria; N = Pareggio; P = Sconfitta.

### Statistiche dei giocatori
| Giocatore      | 2. Bundesliga | 2. Bundesliga | 2. Bundesliga | 2. Bundesliga | Coppa di Germania | Coppa di Germania | Coppa di Germania | Coppa di Germania | Totale   | Totale | Totale      | Totale     |
| Giocatore      | Presenze      | Reti          | Ammonizioni   | Espulsioni    | Presenze          | Reti              | Ammonizioni       | Espulsioni        | Presenze | Reti   | Ammonizioni | Espulsioni |
| -------------- | ------------- | ------------- | ------------- | ------------- | ----------------- | ----------------- | ----------------- | ----------------- | -------- | ------ | ----------- | ---------- |
| H. Balke       | 26            | 0             | 3             | 0             | 0                 | 0                 | 0                 | 0                 | 26       | 0      | 3           | 0          |
| J. Bläser      | 24            | 0             | 3             | 1             | 1                 | 0                 | 0                 | 0                 | 25       | 0      | 3           | 1          |
| K. Bone        | 29            | 12            | 1             | 0             | 0                 | 0                 | 0                 | 0                 | 29       | 12     | 1           | 0          |
| F. Breuer      | 36            | 10            | 2             | 0             | 2                 | 1                 | 0                 | 0                 | 38       | 11     | 2           | 0          |
| W. Brodermanns | 2             | 0             | 0             | 0             | 0                 | 0                 | 0                 | 0                 | 2        | 0      | 0           | 0          |
| A. Fagot       | 1             | 1             | 0             | 0             | 1                 | 0                 | 0                 | 0                 | 2        | 1      | 0           | 0          |
| U. Gelhard     | 29            | 0             | 0             | 0             | 1                 | 0                 | 0                 | 0                 | 30       | 0      | 0           | 0          |
| W. Glock       | 32            | 4             | 4             | 0             | 1                 | 0                 | 0                 | 0                 | 33       | 4      | 4           | 0          |
| K. Haymann     | 20            | 1             | 1             | 0             | 2                 | 0                 | 0                 | 0                 | 22       | 1      | 1           | 0          |
| M. Jansen      | 18            | 1             | 0             | 0             | 1                 | 0                 | 0                 | 0                 | 19       | 1      | 0           | 0          |
| J. Kau         | 9             | 0             | 0             | 0             | 1                 | 0                 | 0                 | 0                 | 10       | 0      | 0           | 0          |
| R. Kucharski   | 32            | 6             | 9             | 1             | 1                 | 0                 | 0                 | 0                 | 33       | 6      | 9           | 1          |
| W. Malischke   | 0             | 0             | 0             | 0             | 0                 | 0                 | 0                 | 0                 | 0        | 0      | 0           | 0          |
| H. Mertes      | 31            | 9             | 2             | 0             | 2                 | 1                 | 0                 | 0                 | 33       | 10     | 2           | 0          |
| J. Montanes    | 38            | 2             | 4             | 0             | 2                 | 0                 | 0                 | 0                 | 40       | 2      | 4           | 0          |
| H. Otten       | 11            | 0             | 1             | 0             | 2                 | 0                 | 0                 | 0                 | 13       | 0      | 1           | 0          |
| S. Rausch      | 4             | 0             | 0             | 0             | 0                 | 0                 | 0                 | 0                 | 4        | 0      | 0           | 0          |
| W. Reuter      | 38            | 1             | 4             | 0             | 1                 | 0                 | 0                 | 0                 | 39       | 1      | 4           | 0          |
| H. Schefczyk   | 2             | 0             | 0             | 0             | 2                 | 1                 | 0                 | 0                 | 4        | 1      | 0           | 0          |
| M. Schleiden   | 0             | 0             | 0             | 0             | 0                 | 0                 | 0                 | 0                 | 0        | 0      | 0           | 0          |
| H. Schütt      | 38            | 2             | 2             | 0             | 2                 | 0                 | 0                 | 0                 | 40       | 2      | 2           | 0          |
| P. Stollwerk   | 6             | 0             | 0             | 0             | 0                 | 0                 | 0                 | 0                 | 6        | 0      | 0           | 0          |
| H. Zippel      | 16            | 0             | 0             | 0             | 2                 | 0                 | 0                 | 0                 | 18       | 0      | 0           | 0          |
| C. van Dyk     | 30            | 1             | 2             | 0             | 1                 | 0                 | 0                 | 0                 | 31       | 1      | 2           | 0          |